# Palais Soestdijk
Das Palais Soestdijk (niederländisch Paleis Soestdijk) ist ein Schloss in der Gemeinde Baarn, das lange dem niederländischen Königshaus Oranien-Nassau gehörte.

## Geschichte
Im Jahre 1638 wurden die Gründe des heutigen Palais am sogenannten Zoestdijk von Cornelis de Graeff gekauft. Er ließ sich dort sein Landhaus mit einem dazugehörigen Park anlegen.
Nach den Wirren des Rampjaares wurde die hofstede am Zoestdijk von seinem Sohn Jacob de Graeff an dessen Jugendfreund Wilhelm III. von Oranien verkauft. Dieser ließ sich an der Stelle des Landhauses ein von Maurits Post geplantes Jagdschloss erbauen.
Das Palais Soestdijk diente der oranischen Familie über viele Jahre hin als Sommerrefugium, bis es im Jahre 1795 von den Franzosen besetzt wurde und dem neuen König, Louis Bonaparte, als zeitweilige Residenz diente.
Nach den Befreiungskriegen von 1814 bekam König Wilhelm I. Soestdijk vom holländischen Volk zum Dank angeboten. Seitdem war das mehrmals vergrößerte Palais fester Wohnsitz der Königsfamilie; Königin Juliana zog 1937 mit Prinz Bernhard hierher, benutzte es seit 1948 als ihre offizielle Residenz und lebte auch nach ihrer Abdankung 1980 hier bis an ihr Lebensende im Jahr 2004. Ihre Tochter, die spätere Königin Beatrix, bezog das nahegelegene Schloss Drakensteyn.
Von 1971 bis 2017 gehörte Palais Soestdijk dem niederländischen Staat. Am 8. Juni 2017 gab das Innenministerium bekannt, dass der Palast und das dazugehörige Anwesen für 1,7 Millionen Euro an die MeyerBergman Heritage Group verkauft wurden. Der Palast und das Anwesen werden zu einem Versuchsfeld für Innovationen, auf dem sich Institute, Unternehmen und Starter miteinander präsentieren. Es wird auch gastronomische Einrichtungen geben. Das noch geschlossene Waldgebiet ist für Freizeitbenutzer offen.